# Larry DiTillio
Lawrence G. DiTillio, de son nom de plume Larry DiTillio, né le 15 février 1940 et mort le  15 mars 2019, est un scénariste américain ayant travaillé pour le cinéma, la télévision et le jeu de rôle sur table. 
Dans le domaine des séries télévisées, il travaille notamment sur les séries animées Les Maîtres de l'Univers, She-Ra, la princesse du pouvoir, Jayce et les Conquérants de la lumière et Animutants ainsi que sur les séries en images réelles Le Voyageur et Babylon 5. Dans le domaine des jeux de rôle, il est connu en tant qu'auteur de la campagne Les Masques de Nyarlathotep, pour le jeu L'Appel de Cthulhu.

## Biographie

### Études et début de carrière dans les jeux
Larry DiTillio fait ses études dans deux écoles de cinéma, à l'université de New York pendant 4 ans puis à l'UCLA pendant 2 ans. Dès 1973, il s'inscrit à la Writers Guild of America West où il est régulièrement actif par la suite. 
À un moment donné au début des années 1980, Larry DiTillio se retrouve au chômage à la suite d'une grève. Il est alors embauché par l'éditeur de jeux de société Flying Buffalo. Il participe à la gamme du jeu de rôle sur table de fantasy Tunnels et Trolls avec un scénario intitulé The Isle of Darksmoke, qui paraît en 1984.
Début 1981, Larry DiTillio est en train d'écrire des scénarios pour une série télévisée pour enfants, Against the Odds, qui met en scène des figures historiques. Il est alors contacté par Steve Perrin, membre de l'éditeur de jeux de rôle Chaosium, qui lui propose d'écrire un scénario pour leur nouveau jeu de rôle : L'Appel de Cthulhu, un jeu d'horreur inspiré des écrits d'H. P. Lovecraft. Larry, qui vient de travailler sur la vie de l'homme politique kenyan  Jomo Kenyatta, a l'idée de situer une aventure en Afrique. Il part sur l'idée d'une expédition archéologique américaine qui s'aventurerait en Afrique, mais l'aventure qu'il imagine prend de plus en plus d'ampleur et il passe finalement huit mois à produire le manuscrit : Les Masques de Nyarlathotep, qui paraît en 1984. Lynn Willis, co-auteur du supplément, se charge d'y injecter une abondante documentation au sujet des différents pays traversés par les personnages et de l'époque de l'histoire (les années 1920). En raison de la longueur inhabituelle du supplément qui en résulte, Chaosium met de côté un des scénarios (celui qui se déroule en Australie), réuni avec le reste par la suite dans les rééditions. La campagne rencontre un succès critique et commercial durable auprès des rôlistes, au point d'être considérée comme l'une des meilleurs aventures de jeu de rôle publiées jusque là. La campagne remporte un Origins Award[réf. nécessaire].

### Années 1980-2000: écriture pour la télévision
Au début des années 1980, le travail de Larry DiTillio sur les jeux de rôle est remarqué par Michael Halperin, un de ses amis à la Writers Guild of America West. Les enfants de Halperin jouent à Donjons et Dragons et Halperin remarque un scénario signé par Larry dans le magazine Dragon de juillet 1982. Il le recommande alors au studio de production Filmationqui cherche des scénaristes capables d'écrire de la fantasy et de la science-fiction. Larry obtient ainsi un poste chez Filmation, où il participe à plusieurs séries, comme la série animée T'as l'bonjour d'Albert en 1984. Larry DiTillio intègre ensuite l'équipe des scénaristes de la série animée Les Maîtres de l'Univers, dont il écrit la plupart des scénarios, soit 16 épisodes, de 1983 à 1985 ; il est en outre réalisateur sur l'un des épisodes. Il crée ensuite en 1985 la série spinoff She-Ra, la princesse du pouvoir (She-Ra : Princess of Power) où il développe l'histoire de l'héroïne She-Ra. Larry DiTillio s'oriente alors de plus en plus vers l'écriture pour la télévision au point d'arriver à en vivre, et il écrit moins pour les jeux de rôle.
En 1985, il collabore à la série Jayce et les conquérants de la lumière dont il écrit 7 épisodes.
En 1986, Larry DiTillio publie un autre de ses scénarios de jeu de rôle les plus appréciés : The Grey Knight, pour le jeu de rôle arthurien Pendragon. Larry DiTillio s'y inspire du poème médiéval Sire Gauvain et le Chevalier vert ainsi que d'un épisode du cycle arthurien présent notamment dans Le Morte d'Arthur de Thomas Malory où Arthur tente de tuer tous les enfants nés à une certaine date dans l'espoir d'échapper à une prophétie (laquelle aboutit à la naissance de Mordred. Les personnages-joueurs doivent sauver la réputation du roi Arthur et de Camelot et font face à de nombreux dilemmes. Ils ont en outre affaire à des personnages non-joueurs parfois impossibles à tuer ou auxquels on ne peut pas échapper, un moyen de forcer le groupe de jeu à résoudre les problèmes autrement que par le combat.
Au cours des années 1980, Larry DiTillio écrit également pour la série fantastique et policière Le Voyageur. Son scénario pour l'épisode Hootch fait partie des finalistes pour l'Ace Award dans la catégorie "Meilleur scénario pour une série dramatique".
En 1994-1995, Larry DiTillio se fait également connaître par sa participation à l'écriture de la série télévisée de science-fiction Babylon 5, relatant les intrigues politiques et le brassage culturel entre plusieurs civilisations terrestres et extra-terrestres dans une station spatiale. En 1996, il écrit un épisode d'une autre série de science-fiction, Hypernauts. Entre 1996 et 1999, il participe à la série animée Animutants, dans l'univers de la franchise Transformers, pour Hasbro ; il occupe le poste d'Executive Story Editor pour un épisode et de scénariste pour 12 épisodes,. 
En 2002, il prend part à la série He-Man and the Masters of the Universe, un remake des Maîtres de l'Univers.

### Dernières années
En 2009, la Writers Guild of America West décerne à Larry DiTillio le Morgan Cox Award pour récompenser sa longue implication dans l'amélioration des conditions de vie des auteurs américains,.
Au fil de sa carrière, il a écrit pour près d'une centaine de séries télévisées d'animation.
Larry DiTillio meurt le 16 mars 2019 à l'âge de 79 ans, des suites d'une longue maladie.

### Filmographie documentaire
- (en) Toy Masters, documentaire américain réalisé par Corey Landis et Roger Lay Jr., produit par Urban Archipelago Filmed Entertainment, 2012.
- (en) Out of the Ashes : The Making of Captain Power and the Soldiers of the Future, documentaire américain réalisé par Roger Lay Jr., produit par Gary Goddard Entertainment, Goddard Film Group et Urban Archipelago Filmed Entertainment, 2012.
- (en) Power of Grayskull : The Definitive History of He-Man and the Masters of the Universe, documentaire américain réalisé par Randall Lobb et Robert McCallum, produit par Definitive Film, FauxPop Media et Pyre Productions USA, 2017.